# Zawieszony Żleb

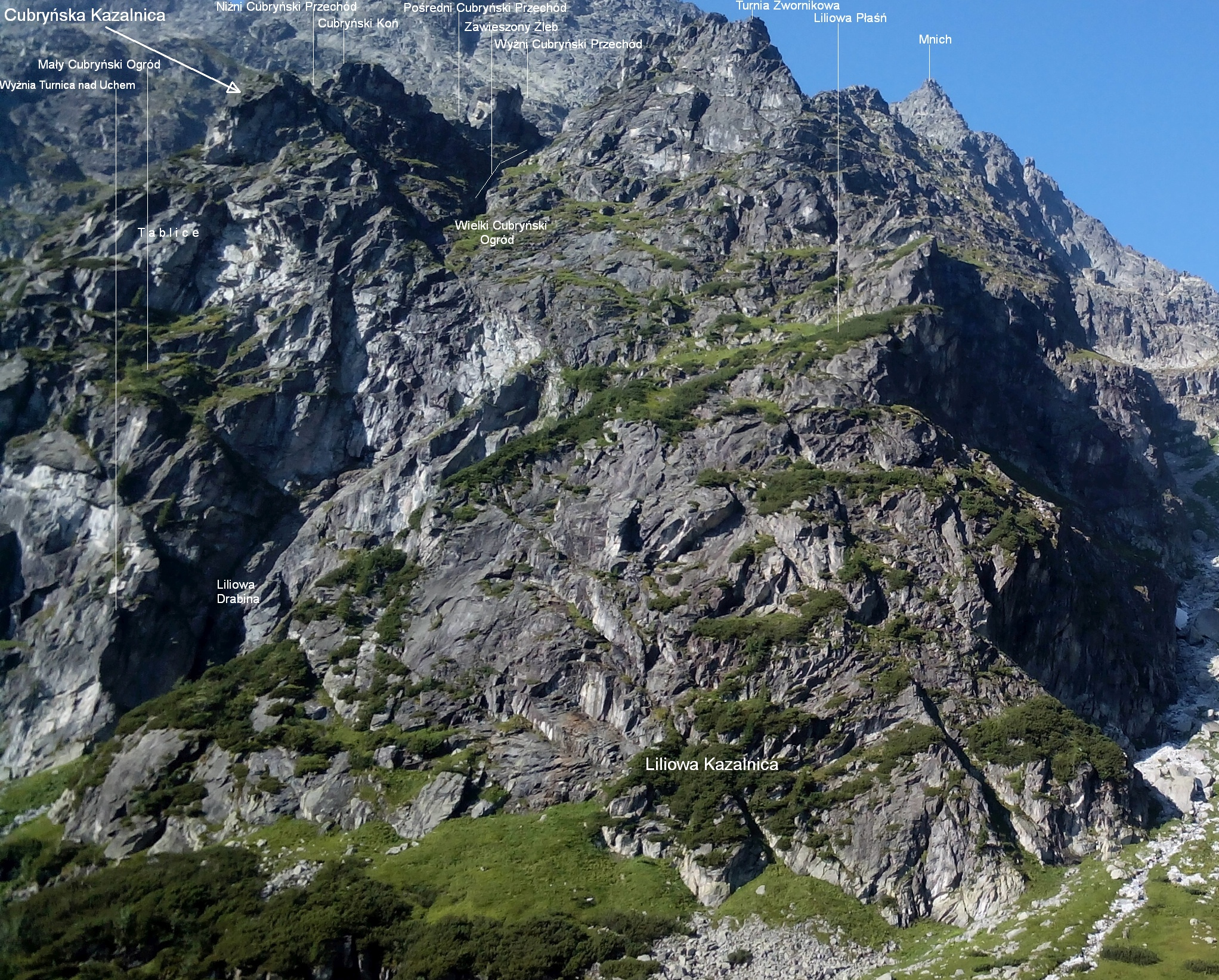

Zawieszony Żleb (niem. Függő-folyosó, słow. Visiaci žľab, węg. Függő-folyosó) – niewielki żleb w masywie Cubryny nad Morskim Okiem w polskich Tatrach Wysokich. Opada z Wyżniego Cubryńskiego Przechoduu. Ma długość około 100 m. Kilkadziesiąt metrów niżej zanika nad wielkim urwiskiem prawej części ściany Kazalnicy Cubryńskiej. W jego korycie kruszyzna.
Zawieszony Żleb tworzy prawe ograniczenie Wielkiego Cubryńskiego Ogrodu. Żlebem prowadzą drogi wspinaczkowe.